# 타리에이 뵈
타리에이 뵈(노르웨이어: Tarjei Bø, 1988년 7월 29일~)는 노르웨이의 바이애슬론 선수이다. 올림픽에 4회 참가하여 금메달 3개, 은메달 2개, 동메달 1개를 획득하였으며 세계 선수권 대회에서 금메달 12개, 은메달 7개, 동메달 9개를 획득했다. 또한 바이애슬론 월드컵에서 개인종합 우승 1회를 차지했다.
동생인 요한네스 팅네스 뵈도 올림픽에서 금메달 5개를 획득한 바이애슬론 선수이다.

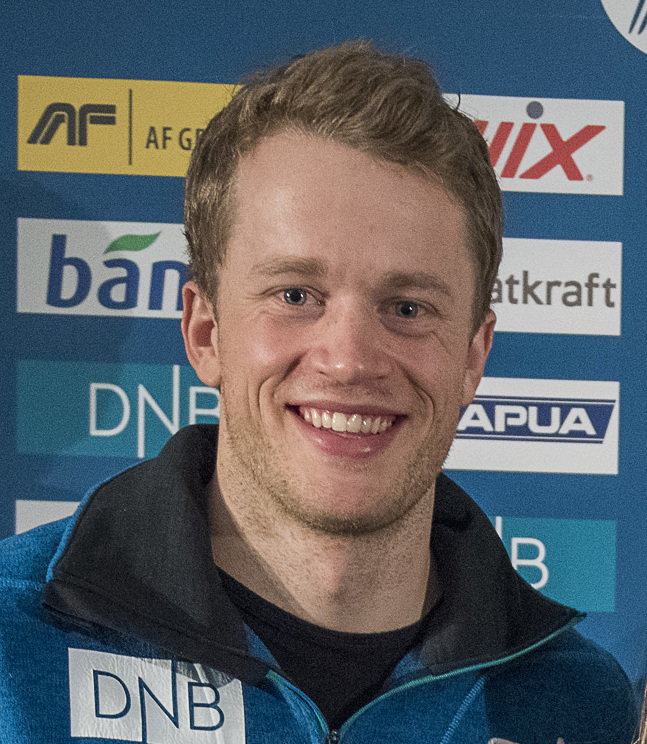
타리에이 뵈(2015년)